# Tranvía de Little Rock
El Tranvía de Little Rock  o River Rail Streetcar es un sistema de tranvía histórico ubicado en Little Rock, Arkansas. Inaugurado el 1 de noviembre de 2004, actualmente el Tranvía de Little Rock cuenta con 1 línea y 15 estaciones.